# 崔氏 (紀國夫人)
紀國夫人崔氏，清河東武城人，崔彥珍的女兒，獨孤信後妻，隋文帝皇后獨孤伽羅的生母。

## 簡介
崔氏出身於著名士族清河崔氏，是曹魏司空崔林的後裔。崔氏的曾祖父崔蔚，是北魏司徒崔浩的堂弟，因為國史之獄爆發，逃亡到江左，出仕於宋朝，魏孝文帝延興初年才回到北魏，任潁川郡守，於是定居於此地。祖父崔稚的愛好讀書，樂在經史中，不熱中做官。父親崔彥珍，在北魏分裂時，曾與弟弟崔彥穆起兵攻擊滎陽郡。
崔氏嫁給獨孤信，是獨孤信的後妻，在544年生下女儿獨孤伽羅。女儿獨孤伽羅嫁給楊堅，是为隋朝第一位皇后。開皇六年（586年），獨孤皇后在首都大興城延福坊建立紀國寺，紀念母親紀國夫人崔氏。